# Sandro Rosell
Alexandre Rosell i Feliu, powszechnie znany jako Sandro Rosell (ur. 6 marca 1964 w Barcelonie, Hiszpania) – w latach 2010–2014 prezes klubu FC Barcelona, wcześniej wiceprezes ds. sportowych w tym klubie.

## Wybory 2003
Rosell i były przyjaciel Laporta połączyli siły w 2003 r. w celu zwycięstwa w wyborach tego drugiego. Po wygranej z ogromną przewagą głosów, Rosell próbował sprowadzić na Camp Nou Davida Beckhama. Twierdził, że "jest w 80% przekonany", że transfer będzie miał miejsce. Beckham jednak zdecydował się przejść do odwiecznego rywala Barçy - Realu Madryt.

## TransferRonaldinho
W wyniku straty Beckhama, zarząd Barçy zdecydował się spróbować podpisać kontrakt z brazylijską gwiazdą PSG - Ronaldinho. Kataloński klub wyprzedził w bezpośrednim wyścigu o Brazylijczyka Manchester United, który chciał go w zastępstwie Beckhama. Transfer Ronaldinho okazał się przełomowym dla Barçy.
Uważa się, że Ronaldinho podpisał kontrakt z FC Barceloną zamiast z mistrzem Anglii ze względu na przyjaźń Rosella, z byłym dyrektorem wykonawczym Nike w Brazylii.

## Rezygnacja ze stanowiska
W czerwcu 2005 r. Rosell zrezygnował z funkcji wiceprezesa sportowego, pomimo zdobycia przez Barçę tytułu mistrza Hiszpanii w tym roku. Twierdził, że Laporcie nie uda się przeprowadzić jego pierwotnego planu dla klubu.

## Wybory 2010
Rosell ogłosił na konferencji prasowej w dniu 27 czerwca 2008 roku, że zamierza wziąć udział w walce o fotel prezesa FC Barcelona po zakończeniu kadencji Laporty. W wyborach, które odbyły się 13 czerwca 2010 roku, zdobył ponad 60 proc. głosów i tym samym został nowym prezesem klubu. W styczniu 2014 zrezygnował z tej funkcji.